# Harry Potter och de vises sten (soundtrack)
Harry Potter och de vises sten original motion picture soundtrack släpptes den 30 oktober 2001. Filmens spår var komponerade och arrangerade av John Williams, precis som melodierna i Harry Potter och fången från Azkaban. Williams hade komponerat ljudspåren även till Harry Potter och Hemligheternas kammare, men dessa var arrangerad av William Ross.
I den första filmen introduceras många "teman", som använts filmerna igenom. Två teman för Lord Voldemort, två för Hogwarts, ett för Diagongränden, ett för Quidditch, ett för flygning, ett för vänskap och ett huvudtema.

## Spår
1. Prologue
2. Harry's Wonderous World
3. The Arrival of Baby Harry
4. Visit to the Zoo and Letters from Hogwarts
5. Diagon Alley and The Gringotts Vault
6. Platform Nine-and-Three-Quarters and The Journey to Hogwarts
7. Entry Into The Great Hall and The Banquet
8. Mr. Longbottom Flies
9. Hogwarts Forever! and The Moving Stairs
10. The Norwegian Ridgeback and A Change of Season
11. The Quidditch Match
12. Christmas at Hogwarts
13. The Invisibility Cloak and The Library Scene
14. Fluffy's Harp
15. In the Devil's Snare and The Flying Keys
16. The Chess Game
17. The Face of Voldemort
18. Leaving Hogwarts
19. Hedwig's Theme